# Cratere Amycus
Amycus è un cratere presente sulla superficie di Dione, uno dei satelliti di Saturno; deve il nome ad Amico, un troiano compagno di Enea.